# 우리금융캐피탈

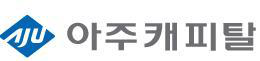
우리금융캐피탈로 상호가 바뀌기 직전 당시 아주캐피탈 로고.

우리금융캐피탈(WOORI Financial Capital Co., Ltd.)은 대한민국의 캐피탈 회사이다.

## 연혁
- 1994.2 한국할부금융 설립
- 1996.1 대우할부금융으로 사명 변경
- 1999.3 대우캐피탈로 사명 변경
- 2005.6 아주그룹으로 최대주주 변경
- 2008.10 아주IB투자 출범
- 2009.6 증권거래소 상장
- 2009.9 아주캐피탈로 사명 변경
- 2012.2 아주저축은행 출범
- 2015.12 아주자산운용 매각
- 2017.7 웰투시인베스트먼트로 최대주주 변경
- 2020.12 우리금융그룹으로 최대주주 변경
- 2021.1 우리금융캐피탈로 사명 변경
- 2021.8 완전자회사 편입으로 상장폐지

## 같이 보기
- 대우그룹
- 아주그룹
- 우리금융그룹